# Arab Air Carriers Organization
L’Arab Air Carriers Organization (الإتحاد العربي للنقل الجوي) est une alliance de compagnies aériennes créée en 1965 par la Ligue arabe. Son but est de promouvoir la coopération, la qualité et la sécurité dans les compagnies arabes. N’importe quelle compagnie basée dans un des 22 pays arabes peut intégrer l’organisation.